# 歐拉長方體
歐拉長方體指邊長和面對角線都是整數的長方體。
這即是求解丟番圖方程：
{\displaystyle a^{2}+b^{2}=d^{2}}
{\displaystyle b^{2}+c^{2}=e^{2}}
{\displaystyle c^{2}+a^{2}=f^{2}}
最小的歐拉長方體的邊長為240, 117, 44，面對角線為267, 125, 244，是Paul Halcke在1719年發現的。

## 例子
邊長 63000 以內的 (a,b,c) 滿足 a<b<c, gcd(a,b,c)=1
第一組：(44,117,240) -- (125,267,244)
第二組：(85, 132, 720) — (157, 725, 732);
第三組：(140, 480, 693) — (500, 707, 843);
第四組：(160, 231, 792) — (281, 808, 825);
第五組：(187, 1020, 1584) — (1037, 1595, 1884);
第六組：(195, 748, 6336) — (773, 6339, 6380);
第七組：(240, 252, 275) — (348, 365, 373);
第八組：(429, 880, 2340) — (979, 2379, 2500);
第九組：(495, 4888, 8160) — (4913, 8175, 9512);
第十組：(528, 5796, 6325) — (5820, 6347, 8579) ;
第十一組: (780, 2475, 2992) — (2595, 3092, 3883) ;
第十二組：(828, 2035, 3120)-- (2197, 3228, 3725)
第十三組：(1008, 1100, 1155)-- (1492, 1595, 1533)
第十四組：(10296, 11753, 16800)--(15625, 19704, 20503)
第十五組：(15939, 18460, 48720)--(24389, 51261, 52100)
第十六組：(27755, 42372, 62160)--(50653, 68075, 75228)
第十七組：(42471, 54280, 59040)--(68921, 72729, 80200)
其中第十四組：(10296,11753,16800) —(15625,19704,20503)
之體對角線長為22942.9864...最接近正整數

## 完美長方體
完美長方體，又稱「完美盒」，是體對角線也是整數的歐拉長方體。求完美長方體的邊長，即在上面三條丟番圖方程再加上一條：{\displaystyle a^{2}+b^{2}+c^{2}=g^{2}}。截至2015年5月，還沒有找到任何完美盒。經由電腦搜尋顯示，若存在完美長方體，其中一個邊長需大於3·1012，且最小邊長需大於1010。現時只找到一些接近完美盒，例如其中一邊是無理數，其他邊和對角線均為整數的例子。
但在2009年發現了數十個完美平行六面體的例子。

## 另見
- 黃金矩形

## 外部連結
- Weisstein, Eric W. "Euler Brick." （页面存档备份，存于） From MathWorld--A Wolfram Web Resource.
- Durango Bill The “Integer Brick” Problem （页面存档备份，存于） (The Euler Brick Problem)
- Fred Curtis Primitive Euler Bricks （页面存档备份，存于）

1. ↑  Durango Bill. The “Integer Brick” Problem （页面存档备份，存于）
2. ↑  Weisstein, Eric W. (编). . at MathWorld--A Wolfram Web Resource. Wolfram Research, Inc. （英语）.
3. ↑  Randall Rathbun, Perfect Cuboid search to 1e10 completed - none found. NMBRTHRY maillist, November 28, 2010.
4. ↑  Sawyer, Jorge F.; Reiter, Clifford A. . Mathematics of Computation. 2011, 80: 1037–1040. arXiv:0907.0220 . doi:10.1090/s0025-5718-2010-02400-7..